# Dieter Ziegenfeuter
Dieter Ziegenfeuter (* 1946 in Hagen) ist ein deutscher Grafiker.

## Werdegang

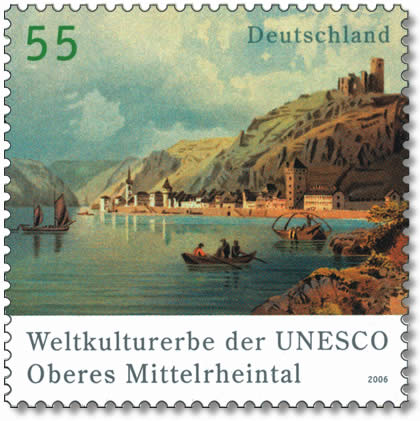
Sonderbriefmarke „Weltkulturerbe der UNESCO Oberes Mittelrheintal“ (2006)

Der 1946 in Hagen geborene Ziegenfeuter studierte von 1966 bis 1970 an der Werkkunstschule Dortmund. Im Anschluss daran arbeitete er als selbstständiger Grafiker und Illustrator sowie als freier Mitarbeiter bei Buch- und Musikverlagen, Zeitschriften und Werbeagenturen. Zu seinen Auftraggebern gehören seitdem neben Ariola, dem Heyne Verlag, dem Europaverlag, Citroën und dem Lübbe Verlag auch Magazine wie der Focus, der Playboy oder das Penthouse-Magazin. Zeitgleich mit dem Beginn seiner selbstständigen Tätigkeit erhielt Ziegenfeuter den Lehrauftrag für Grafik-Design an der Werkkunstschule Dortmund.
Von 1972 bis 1977 studierte Ziegenfeuter an der Akademie der Bildenden Künste München. Er schloss sein Studium mit Diplom ab. Von 1982 bis 2014 war Ziegenfeuter Professor für Konzeption und Entwurf und Illustration an der Fachhochschule Dortmund.

## Werk
Neben diversen Gebrauchsgrafiken wie Plakaten oder Buchcovern widmet sich Ziegenfeuter der Gestaltung von Briefmarken. So gestaltete Ziegenfeuter unter anderem die Marke „Weltkulturerbe der UNESCO Oberes Mittelrheintal“ im Jahr 2006 und die Marken der Serie Für die Wohlfahrtspflege im Jahr 2009.

„Für jede Schindel an den Häusern auf meinen Briefmarken stehe ich gerade. Ich kenne sie quasi alle mit Namen.“